# Lebutu (Tulataqueo)
Lebutu (nach anderen Angaben: Nunudamar) ist eine osttimoresische Siedlung im Suco Tulataqueo (Verwaltungsamt Remexio, Gemeinde Aileu).

## Geographie
Das Dorf Lebutu liegt im bewaldeten Zentrum der Aldeia Samalete in einer Meereshöhe von 834 m. Die Gebäude verteilen sich entlang einer Piste, die das Dorf mit dem Nachbarort Buburmaro verbindet. Dort trifft sie auf die Überlandstraße, die die Orte Laclo und Remexio verbindet. Nordwestlich und östlich fließen Zuflüsse des Cihohani, der zum System des Nördlichen Laclós gehört.